# Région Neckar-Alb

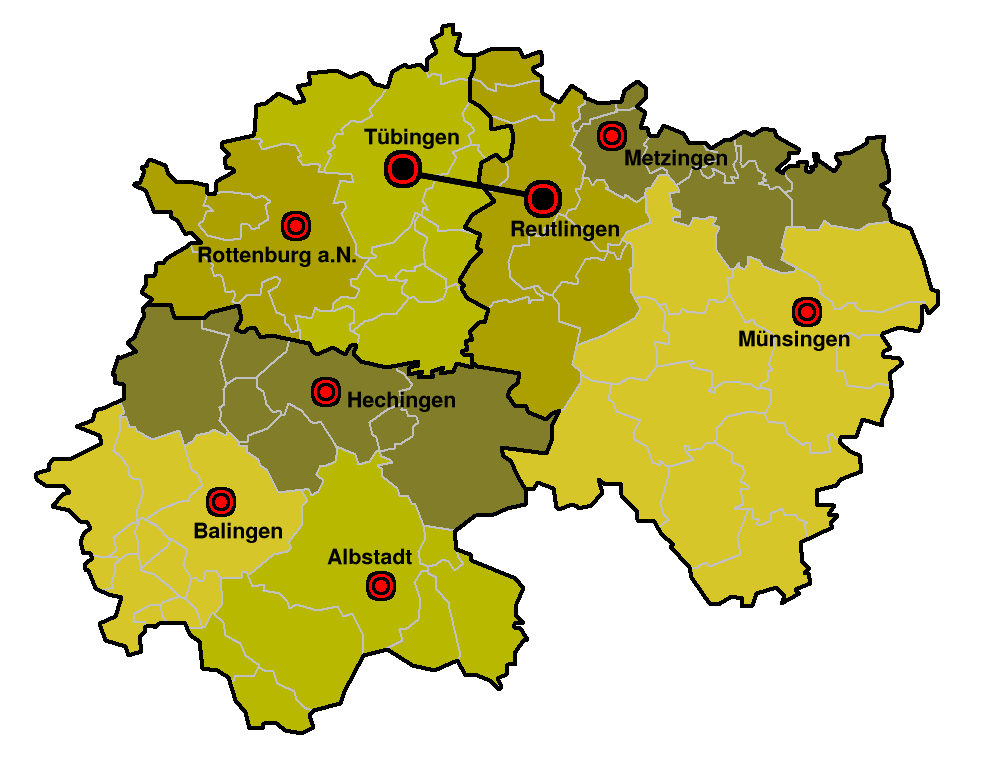
Carte de la Région Neckar-Alb

La Région Neckar-Alb est une région de planification allemande du Bade-Wurtemberg. Elle comprend les arrondissements de Reutlingen, Tübingen et Zollernalb.
Au 30 juin 2009, elle compte 690 791 habitants, pour une superficie de 2 531,03 km2.